# Hands up!

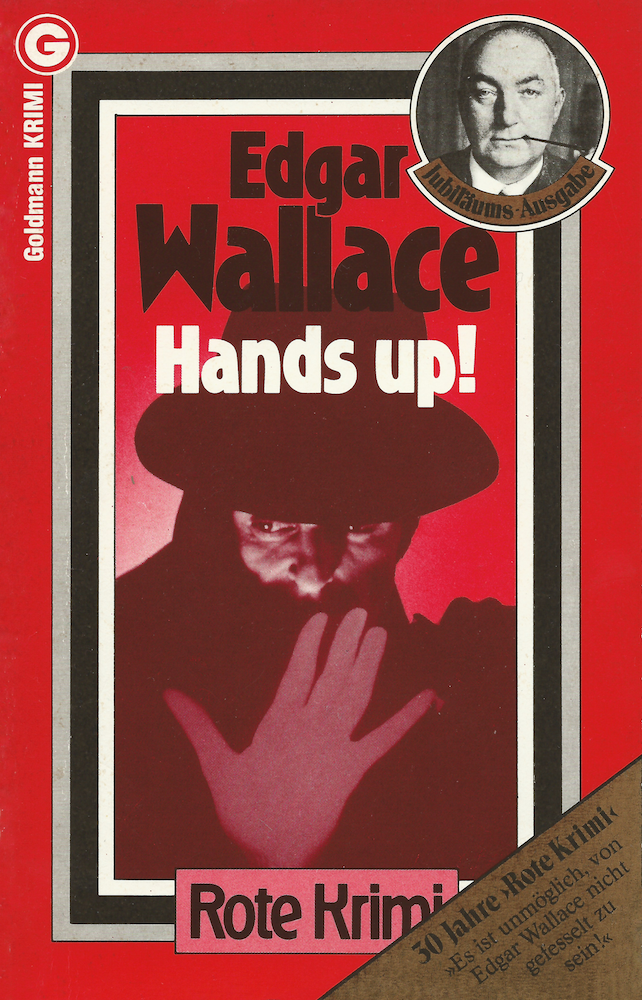
Hands up!, Cover der Jubiläumsausgabe „30 Jahre Rote Krimis“, 1982

Hands up! (englischer Originaltitel: The Gunner) ist ein Kriminalroman des britischen Schriftstellers Edgar Wallace aus dem Jahr 1928. Im Mittelpunkt des Romans steht die Beziehung des Geschäftsmanns Luke Maddison und dessen Frau Margaret sowie der Rachefeldzug des Kriminellen Gunner Haynes gegen Danton Morell, der ihn ins Gefängnis gebracht hat.

## Inhalt

### Allgemeines und formaler Aufbau
Der Roman Hands up! ist wie alle Kriminalromane von Edgar Wallace durchweg fiktiv. Er umfasst in der deutschen Taschenkrimi-Ausgabe 158 Seiten und ist in 23 durchnummerierte Kapitel aufgeteilt, die keine eigenen Titel haben. Das gesamte Buch wird aus der Position eines allwissenden Erzählers in der Vergangenheitsform wiedergegeben. Die Geschichte spielt in London, wobei die konkreten Handlungsorte abhängig von den betrachteten Personen wechseln. Die Hauptstränge der Handlung begleiten die verschiedenen Protagonisten, vor allem den Geschäftsmann Luke Maddison, dessen Verlobte und spätere Frau Margaret Leferre bzw. Maddison, Danton Morell, den Gunner Haynes sowie den Kommissar Bird und die Reporterin Mary Bolfort.

### Handlung
Die Beziehung von Luke Maddison und dessen Verlobte und spätere Frau Margaret Leferre steht im Mittelpunkt der Geschichte. Margaret wird von dem Betrüger Danton Morell beeinflusst und macht ihren Mann für den vermeintlichen Selbstmord ihres Bruders Rex verantwortlich. Vor diesem Hintergrund willigt sie zwar in die Hochzeit ein, überredet Luke jedoch vorher, ihr sein gesamtes Vermögen zu überschreiben. Nach der Hochzeit konfrontiert sie ihn damit, dass sie mit ihm nichts mehr zu tun haben möchte, und er zieht sich mittellos in die Stadt zurück. Dabei wird er bei einem Zusammentreffen mit einigen Kleinkriminellen schwer verwundet und als Unbekannter in ein Krankenhaus eingeliefert. Nach seiner Entlassung gelangt er aufgrund einer Verwechslung ebenfalls in die Unterwelt Londons und beteiligt sich unwissentlich an einem Juwelenraub. Als die Verwechslung aufgedeckt wird, versucht er zu fliehen und wird, kurz bevor er in der Themse ertränkt werden soll, von Gunner Haynes gerettet.
Haynes selbst befindet sich auf einem Rachefeldzug gegen Danton Morell, der ihn vor Jahren ins Gefängnis gebracht hat. Er unterstützt Maddison und klärt schlussendlich auch das Missverständnis um den gefälschten Abschiedsbrief von Margarets Bruder auf.

## Veröffentlichung und Rezeption

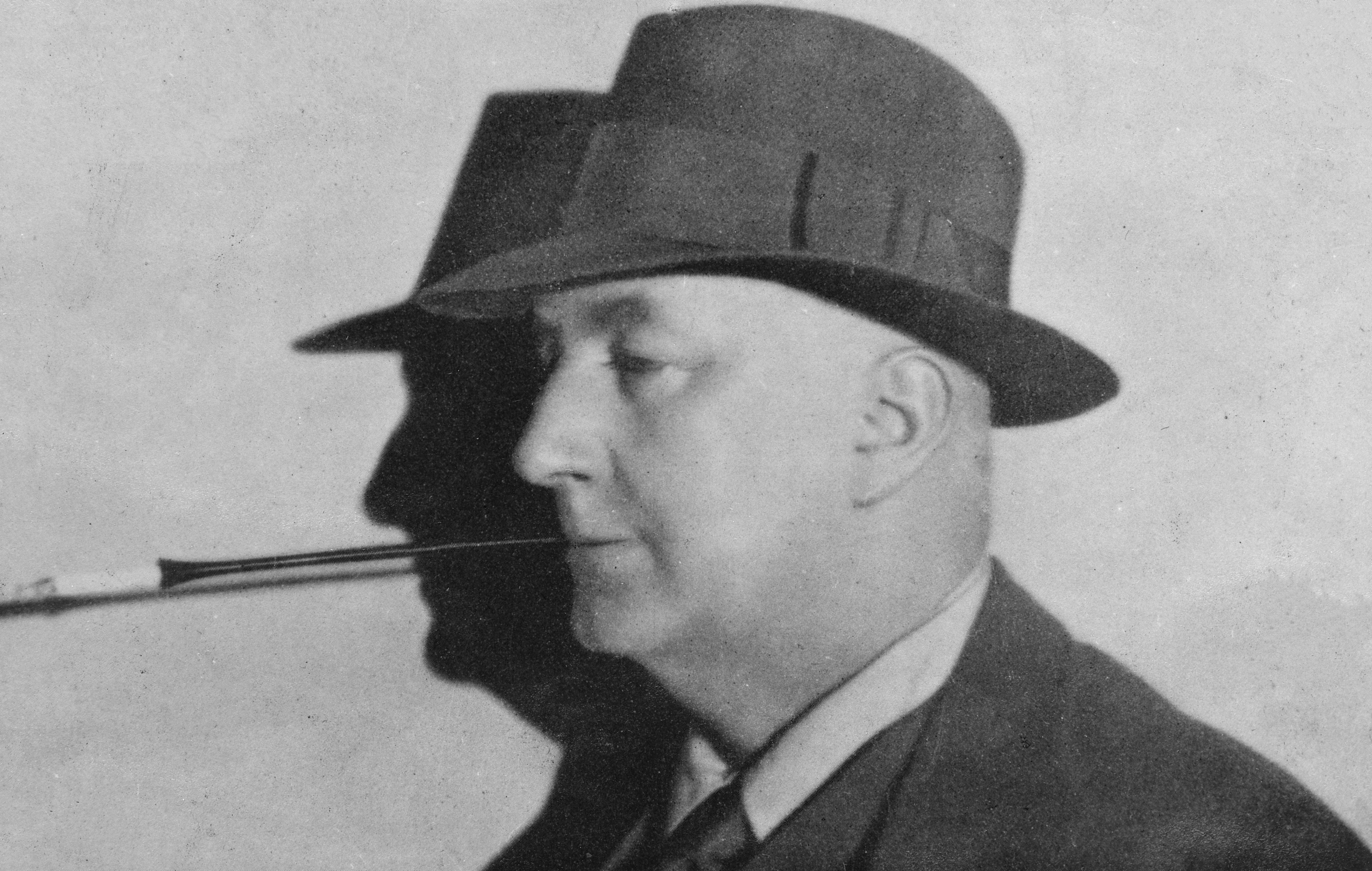
Edgar Wallace (1928)

Der Roman The Gunner wurde 1928 unter dem Namen The Children Of The Poor in der Zeitschrift Home Chat vom 31. März bis 19. Mai 1928 in 8 Teilen und in Detective Story Magazine vom 1. September bis 6. Oktober 1928 in sechs Teilen erstmals veröffentlicht. 1929 kam es als Buch beim Verlag Hutchinson & Co. in London als Kriminalroman heraus und wurde in der Folge wie die meisten Romane von Edgar Wallace in mehrere Sprachen übersetzt. In Deutschland erschien der Roman als deutsche Erstausgabe und Übersetzung von Friedrich Pütsch im Jahr 1929 beim Wilhelm Goldmann Verlag in Leipzig. In der Reihe „Goldmann Taschenkrimi“ (später als Rote Krimis bekannt) erschien er ab 1950 mit der Ausgabenummer 13, später erschienen mehrere Neuauflagen und Ausgaben des Romans bei Goldmann und im Bertelsmann Verlag. Im Rahmen der Jubiläumsausgabe „30 Jahre Rote Krimis“ im Jahr 1982 wurde das Buch in einer Neubearbeitung von Tony Westermayr als Band 34 veröffentlicht.

## Ausgaben
- The Gunner. John Long, London 1928
- The Gunner. Hodder & Stoughton, London, 1929

Auswahl deutschsprachiger Ausgaben
- Hands up!. Ins Deutsche übertragen von Friedrich Pütsch. Wilhelm Goldmann Verlag, Leipzig o. J. [1928]
- Hands up!. Wilhelm Goldmann Verlag München, 1950 (Goldmann Taschenkrimi 13)
- Hands up!. Bertelsmann Verlag Gütersloh, 1960
- Hands up! 16. Auflage (Jubiläumsausgabe 30 Jahre Rote Krimis), Band 34, Wilhelm Goldmann Verlag, München 1982

## Belege
1. ↑  The Gunner, englischer Volltext im Project Gutenberg Australia; abgerufen am 13. Februar 2017.